# Anna Carolina Laudon
Pour les articles homonymes, voir Laudon.
Anna Carolina Laudon, née le 12 mars 1971, est une dessinatrice de caractères et graphiste suédoise, présidente de l'association typographique internationale (AtypI) depuis 2020. 
Elle est lauréate 2012 du prix de typographie Berling et lauréate 2014 du prix Recherche et Culture de la fondation Sten A Olsson.

## Biographie
Après un premier diplôme universitaire à l'école des Beaux-Arts de Gerlesborg (en), Laudon obtient un master en design graphique à l'université de Göteborg en Suède, où elle développe sa première police de caractères. 

## Réalisations
En 2000, Laudon ouvre son studio de design, Laudon Design, à Göteborg. Elle y crée des polices de caractères, des logos et d'autres travaux de graphisme. En 2003, Laudon réalise une des polices de caractères les plus utilisées en Suède, Monopol,. 